# Seth Greenland
Œuvres principales
Mécanique de la chute
Seth Greenland, né le 22 juillet 1955 est un scénariste, dramaturge et romancier américain.

## Biographie
Seth Greenland est né à New York et a grandi à Scarsdale dans l'état de New York. Il vit maintenant entre Los Angeles et Brooklyn avec sa femme. 

## Romans
- Mister Bones (2005), Éditions Liana Levi
- Un patron modèle (2008), Éditions Liana Levi
- Un bouddhiste en colère (2011), Éditions Liana Levi
- Et les regrets aussi (2016), Éditions Liana Levi
- Mécanique de la chute (The Hazards of Good Fortune) (2018), Éditions Liana Levi -  (ISBN 9791034901708)
- Plan américain (2023), Éditions Liana Levi